# Tosena
Tosena (лат.) — род певчих цикад из семейства Cicadidae, обитающий в Юго-Восточной Азии. Это типовой род трибы Tosenini. Виды, ранее включавшиеся в род Tosena: Distantalna splendida, Formotosena montivaga, Formotosena seebohmi and Trengganua sibylla.

## Виды
- Tosena albata Distant, 1878
- Tosena depicta Distant, 1888
- Tosena dives (Westwood, 1842)
- Tosena fasciata (Fabricius, 1787)
- Tosena melanoptera (White, 1846)
- Tosena mearesiana (Westwood, 1842)
- Tosena paviei (Noualhier, 1896)

## Галерея
- Tosena albata
- Tosena depicta
- Tosena dives
- Tosena fasciata
- Tosena mearesiana
- Tosena melanoptera